# Hirschzungenfarn
Der Hirschzungenfarn (Asplenium scolopendrium), auch einfach Hirschzunge genannt, ist eine Pflanzenart aus der Gattung der Streifenfarne (Asplenium) innerhalb der Familie der Streifenfarngewächse (Aspleniaceae). Durch seine ganzrandigen Blattwedel ist der Hirschzungenfarn leicht von allen anderen europäischen Farnarten zu unterscheiden, die in der Regel ein- bis mehrfach gefiederte Wedel aufweisen.

## Beschreibung

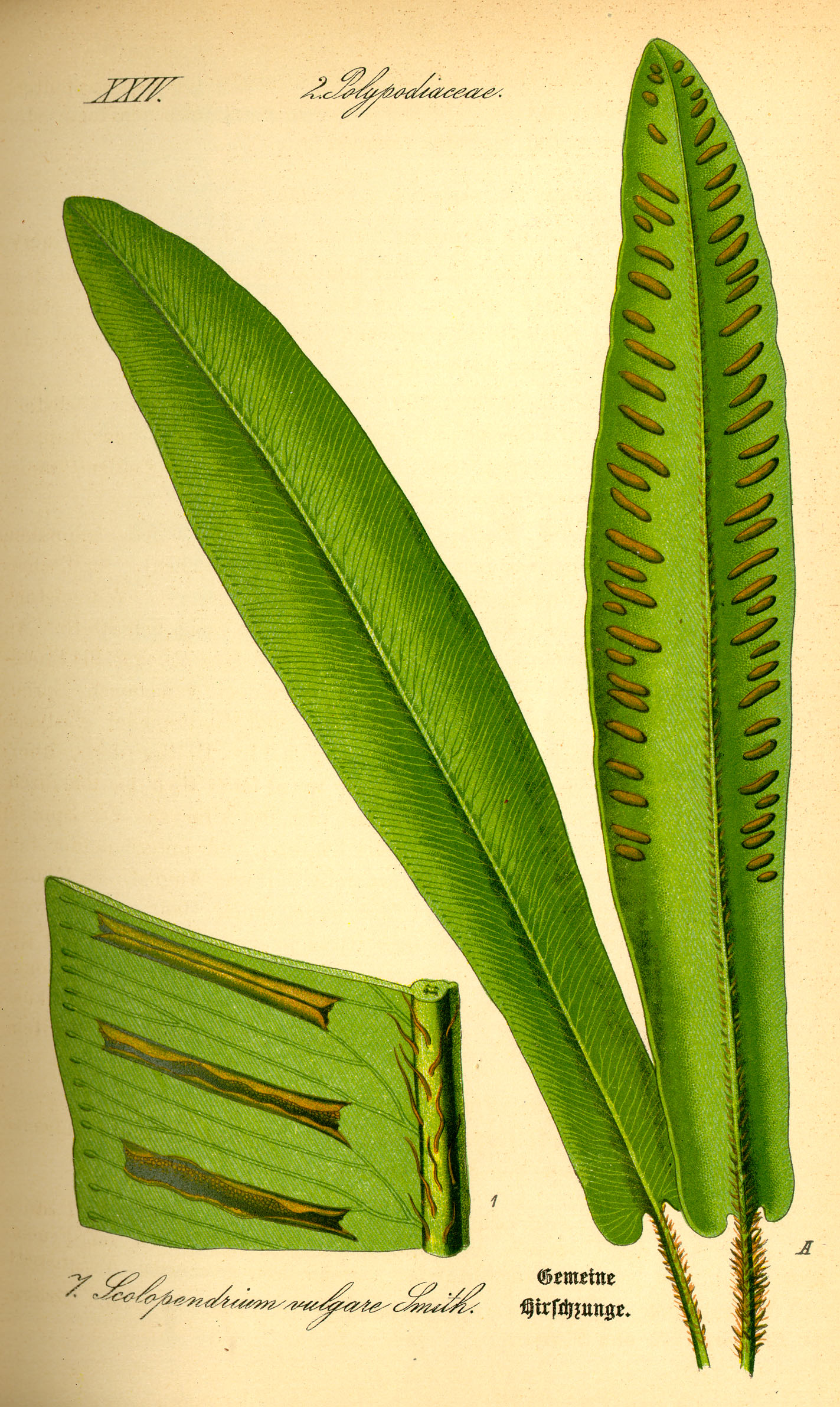
Illustration

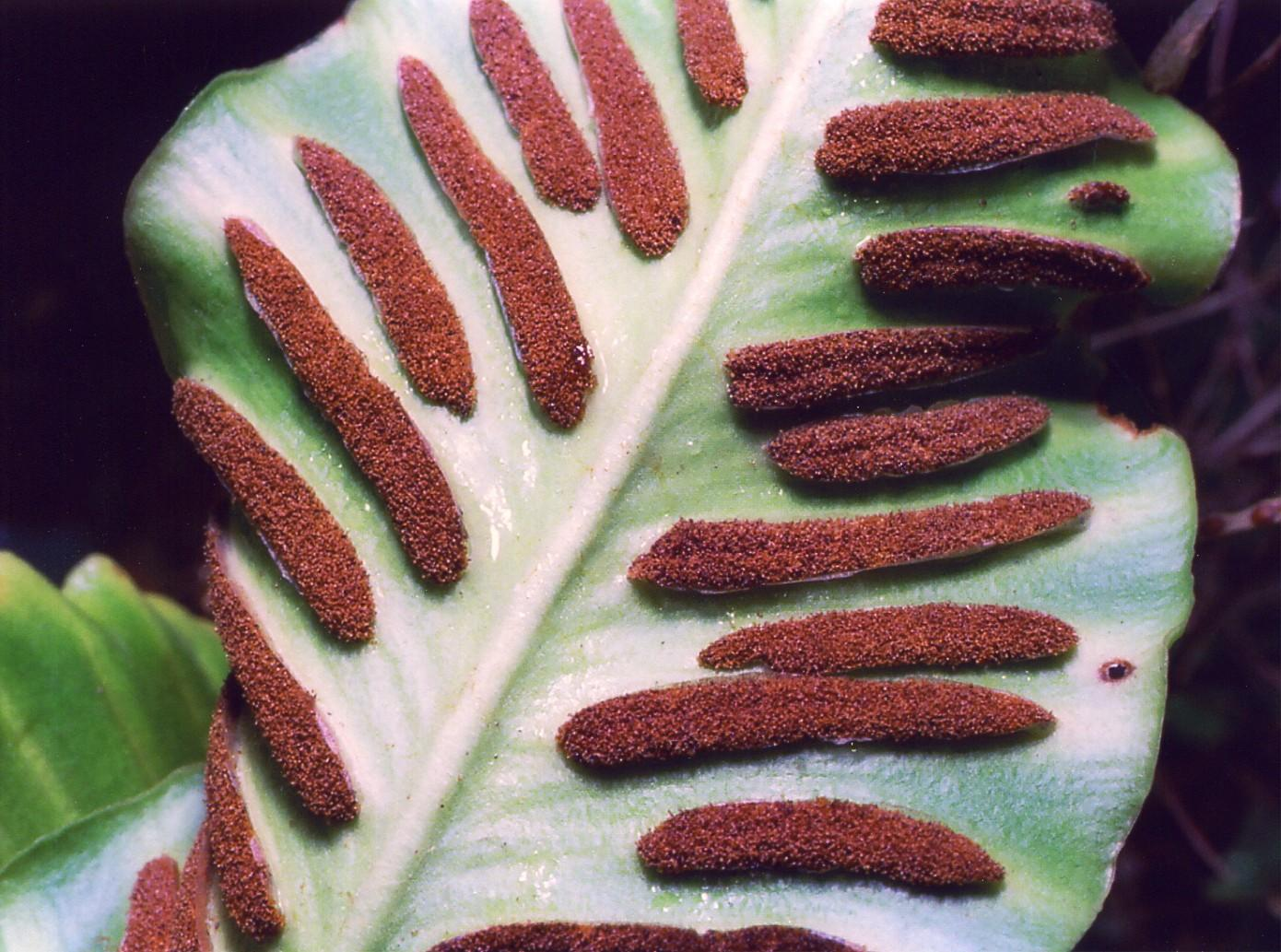
Sori mit Sporen

Die Hirschzunge ist eine ausdauernde (mehrjährige) krautige Pflanze. Sie zeichnet sich durch ungeteilte, ganzrandige, länglich-zungenförmige, am Grund über dem Blattstiel herzförmige, vorne verschmälerte und zugespitzte, glänzend grüne Blattspreiten aus, die 10 bis 60, selten bis 100 Zentimeter groß sind und aufrecht oder bogig überhängend aus einem „Wurzelstock“ in Büscheln trichterförmig wachsen. Das Rhizom ist aufrecht oder aufsteigend, bis 6 Zentimeter lang und dicht mit Spreuschuppen besetzt. Der Blattstiel ist ein Drittel bis halb so lang wie die Spreite, am Grund purpurbraun und sonst grün. Die Blätter sind wintergrün, wobei die im späten Frühling neu hervorgebrachten Wedel frisch hellgrün aussehen, die älteren sind kräftig grün und ledrig fest. Die Blattspreite ist ganzrandig. Auf ihrer Unterseite bilden sich länglich-linealische, rost-bräunliche Doppel-Sori (Gruppen von Sporangien, welche die Sporen enthalten), die schräg zur Mittelrippe parallel über die Seitennerven angeordnet sind.
Die Sporenreife findet in den Monaten Juli bis September statt.
Die von der Blattrippe gabelig verzweigten Seitennerven werden als stammesgeschichtlich urtümliches Merkmal im Vergleich zu anderen, „moderneren“ Farnarten mit netznervigen Blättern interpretiert.
Die Chromosomenzahl beträgt 2n = 72.

## Vorkommen

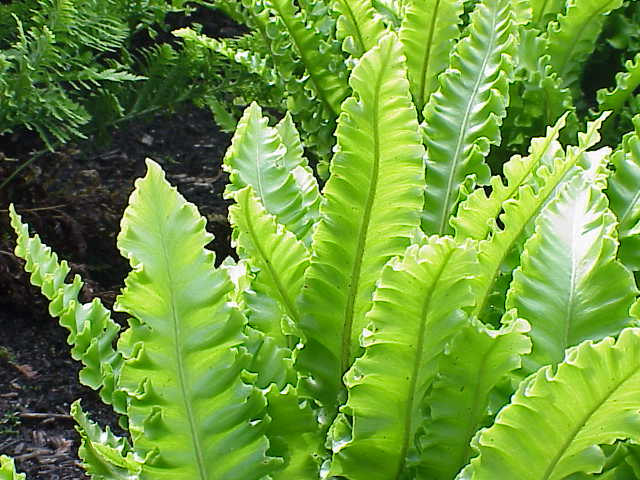
Zier-Varietät mit krausen Blatträndern

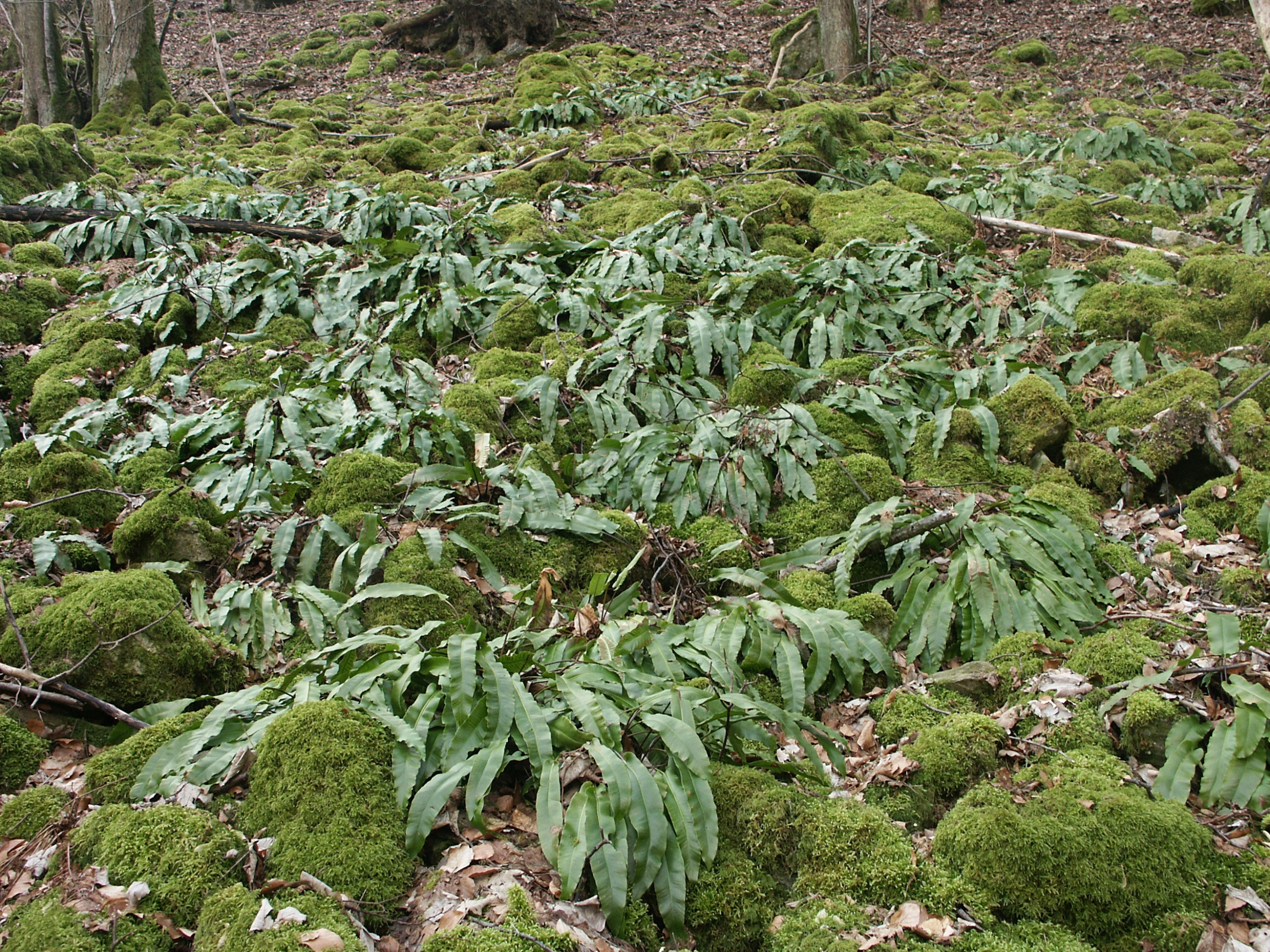
Bestandsaspekt (Nordhang im unteren Bühlertal) in Baden-Württemberg

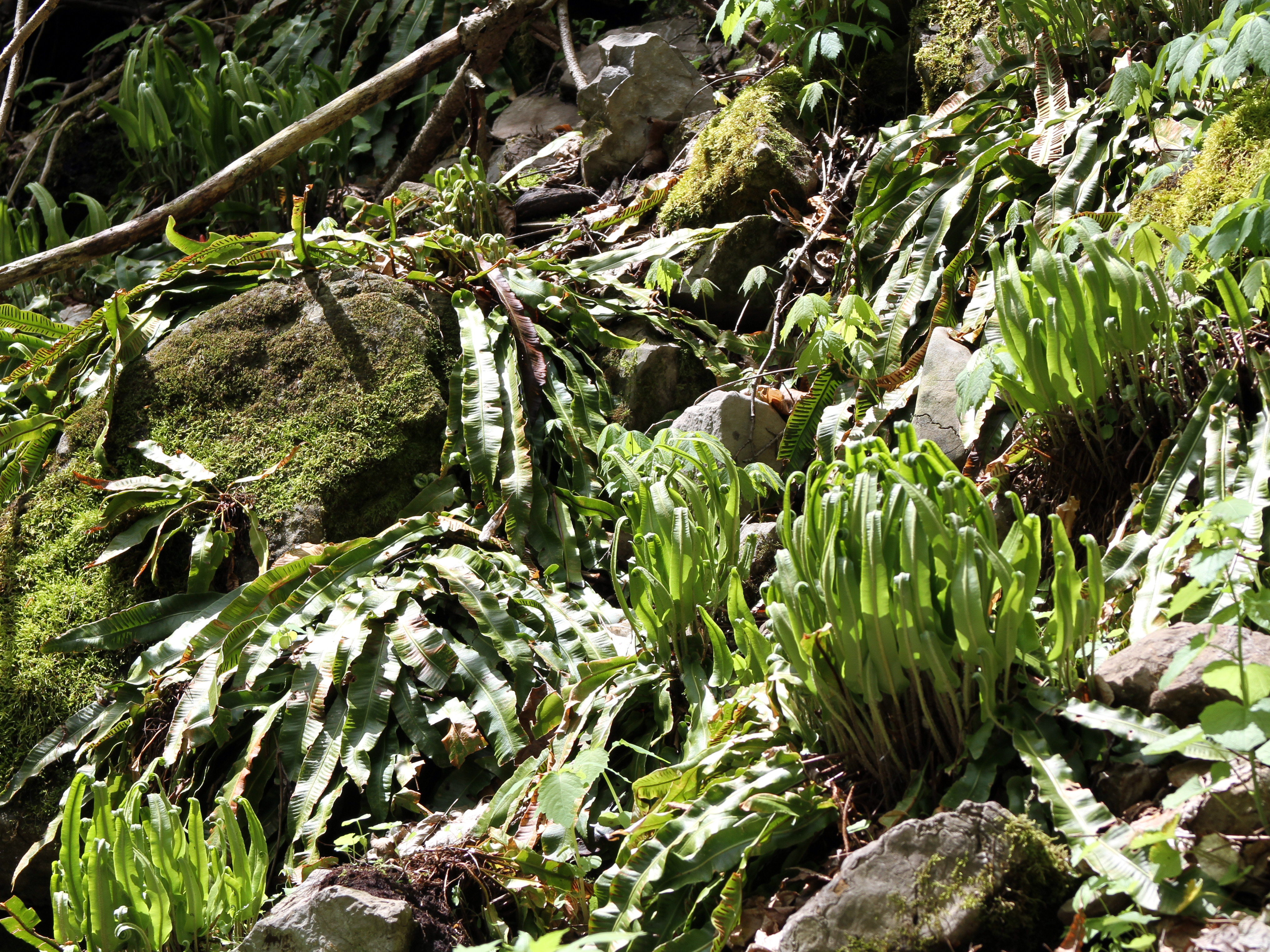
Asplenium scolopendrium var. americanum im Bundesstaat New York

Die Verbreitung ist holarktisch und dabei disjunkt gestreut in den gemäßigten Gebieten im östlichen Nordamerika, Europa und Ostasien. In Europa kommt der Hirschzungenfarn vor allem im westlichen, atlantisch geprägten, wintermilden Teil vor. Innerhalb Deutschlands zeichnen sich Schwerpunkte im Südwesten ab, u. a. im Bereich der Schwäbischen Alb, des Rheinischen Schiefergebirges und des Alpenvorlandes. Sonst ist die Verbreitung sehr unstetig; in weiten Teilen Deutschlands fehlt der Hirschzungenfarn oder kommt nur punktuell vor. Hirschzungenfarn steht unter Naturschutz (u. a. „besonders geschützt“ nach der Bundesartenschutzverordnung) und ist eine Art der Roten Listen.
Hirschzungenfarn kommt in Mitteleuropa besonders an lichten bis schattigen, sickerfeuchten, nordexponierten Steilhängen kalkbödiger, basen- und humusreicher Schluchtwälder mit Eschen, Ahorn und Linden als dominanten Baumarten vor. Für diese spezielle, naturkundlich sehr wertvolle Waldausprägung, nämlich das Fraxino-Aceretum pseudoplatani, ist die Hirschzunge sogar eine „Kennart“ innerhalb der Krautschicht. Auch Blockschutthalden und feuchte, kalkhaltige Mauern, beispielsweise an Friedhöfen oder in Brunnen, werden manchmal besiedelt (Spaltenwurzler). Sie kommt auch im Asplenio-Cystopteridetum aus dem Verband Cystopterion vor und in Pflanzengesellschaften der Klasse Thlaspietea.
In den Allgäuer Alpen steigt sie am Vorderen Wildengundkopf in Bayern in einer Höhenlage bis zu 1700 Meter auf. Im Kanton Wallis erreicht sie auf der Gemmi 2000 Meter.
Die ökologischen Zeigerwerte nach Landolt et al. 2010 sind in der Schweiz: Feuchtezahl F = 3+ (feucht), Lichtzahl L = 2 (schattig), Reaktionszahl R = 4 (neutral bis basisch), Temperaturzahl T = 3 (montan), Nährstoffzahl N = 3 (mäßig nährstoffarm bis mäßig nährstoffreich), Kontinentalitätszahl K = 2 (subozeanisch).

## Taxonomie und Systematik
Die Erstveröffentlichung von Asplenium scolopendrium erfolgte 1753 durch Carl von Linné in Species Plantarum, Tomus II, Seite 1079. Synonyme für Asplenium scolopendrium L. sind Scolopendrium vulgare Sm. und Phyllitis scolopendrium (L.) Newm.
Manchmal wurde diese Art (bisheriger Name Phyllitis) zur Familie der Tüpfelfarngewächse (Polypodiaceae) gestellt.
Je nach Autor gibt es zwei Unterarten und zwei Varietäten:
- Asplenium scolopendrium subsp. antri-jovis (Kümmerle) Brownsey & Jermy (Syn.: Biropteris antri-jovis Kümmerle, Phyllitis antri-jovis (Kümmerle) W.Seitz): Sie kommt auf Kreta, auf den Kykladen und in der Türkei vor.[7] Nach Euro+Med ist sie ein Synonym von  Asplenium scolopendrium subsp. scolopendrium.[6]
- Asplenium scolopendrium L. subsp. scolopendrium: Sie tritt außer der var. scolopendrium auch noch in weiteren Varietäten auf[8]:
  - Asplenium scolopendrium var. americanum (Fernald) Kartesz & Gandhi: Sie kommt in Höhenlagen von 0 bis 100 Metern in den US-Bundesstaaten Ontario, Alabama, Michigan, New York sowie Tennessee und im mexikanischen Bundesstaat Nuevo León vor. Sie ist tetraploid mit 2n = 144.[1]
  - Asplenium scolopendrium var. lindenii (Hook.) Viane, Rasbach, & Reichstein: Sie kommt in den mexikanischen Bundesstaaten Oaxaca und Chiapas vor und tritt auch auf Hispaniola auf. Die Varietät lindenii ist nach einigen Autoren aber nur ein Synonym der var. americanum.[7]

## Kultivierung und Verwendung
Es gibt zahlreiche in Gärten kultivierte Zierformen der Hirschzunge, die beispielsweise stark wellig gekräuselte Blattränder aufweisen (vgl. Foto).
Die Blätter der Hirschzunge (oder lateinisch Scolopendria, vor allem in der pharmazeutischen Literatur des Mittelalters) fanden früher als Wundmittel und bei Milzkrankheiten Verwendung.

## Geschichte

### Antike
Im 16. Jahrhundert disputierten die Väter der Botanik darüber, wo der Hirschzungenfarn in den Werken der antiken Autoren zu suchen sei.

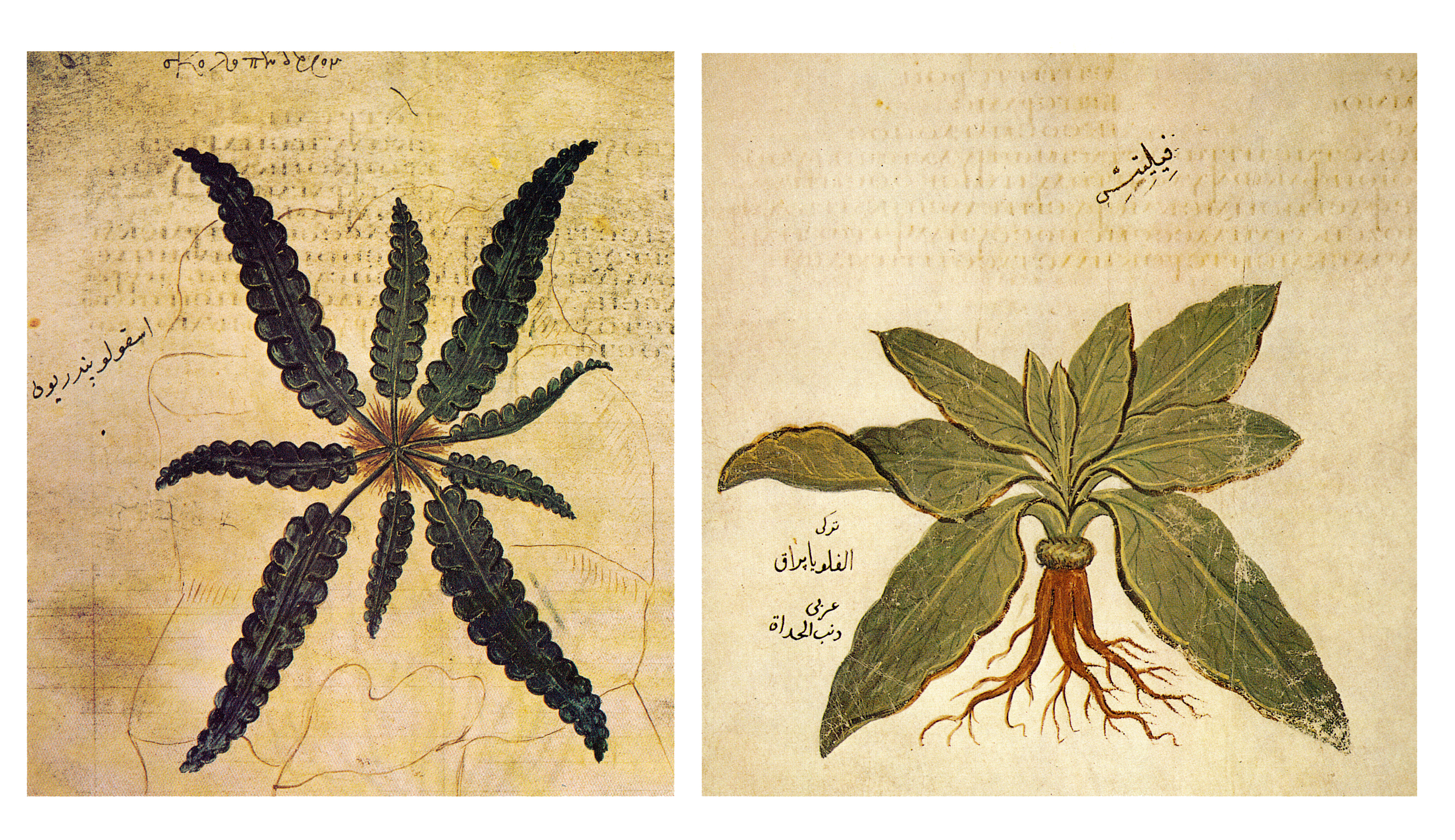
Wiener Dioskurides 6. Jahrhundert. Links: Scolopendrion (Blatt 290v). Rechts: Phyllitis (Blatt 367v)

Zur Auswahl standen folgende Pflanzen:
- Theophrastos von Eresos: Trichomanes[11],
- Dioskurides: Phyllitis[12], «Asplenon» „… einige nennen es «Skolopendrium»“[13], Hemionitis[14],
- Plinius: Lingua herba[15], Lingulica[16], Asplenion[17],
- Galen: Asplenum[18], Phyllitis[19].

Bei diesen antiken Autoren fanden sie dazu folgende Anwendungsempfehlungen:
- für das Asplenon, Asplenium bzw. Skolopendrium: erweicht die Milz (Dioskurides – Plinius – Galen), zerkleinert Steine (Dioskurides – Galen), bewirkt zeremoniell angewendet Unfruchtbarkeit bei Frauen (Dioskurides – Plinius), hilft gegen Schluckauf (Dioskurides – Plinius), hilft gegen Dysurie (Dioskurides) und gegen Gelbsucht (Dioskurides);
- für die Phyllitis: hilft gegen Dysenterie und Durchfall (Dioskurides – Galen), gegen den Biss giftiger Tiere (Dioskurides);
- für die Hemionitis: erweicht mit Essig getrunken die Milz (Dioskurides);
- für die Lingua herba: bewirkt mit Schweineschmalz verwendet Glanz der Haare (Plinius)

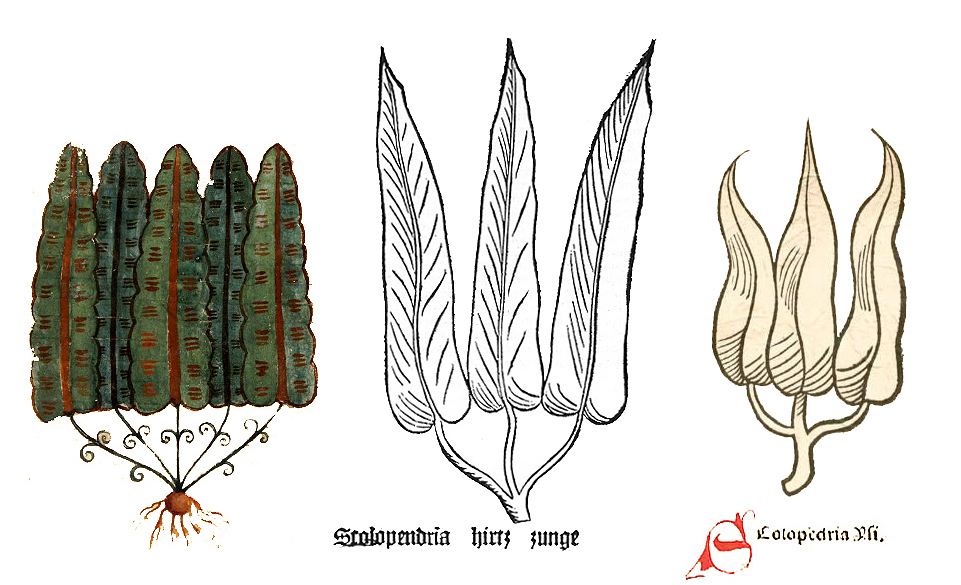
Splenion – Scolopendria. Links: Pseudo-Apuleius, Kassel 10. Jh. Mitte: Gart der Gesundheit 1485 Rechts: Hortus sanitatis 1491 Weitere historische Abbildungen:

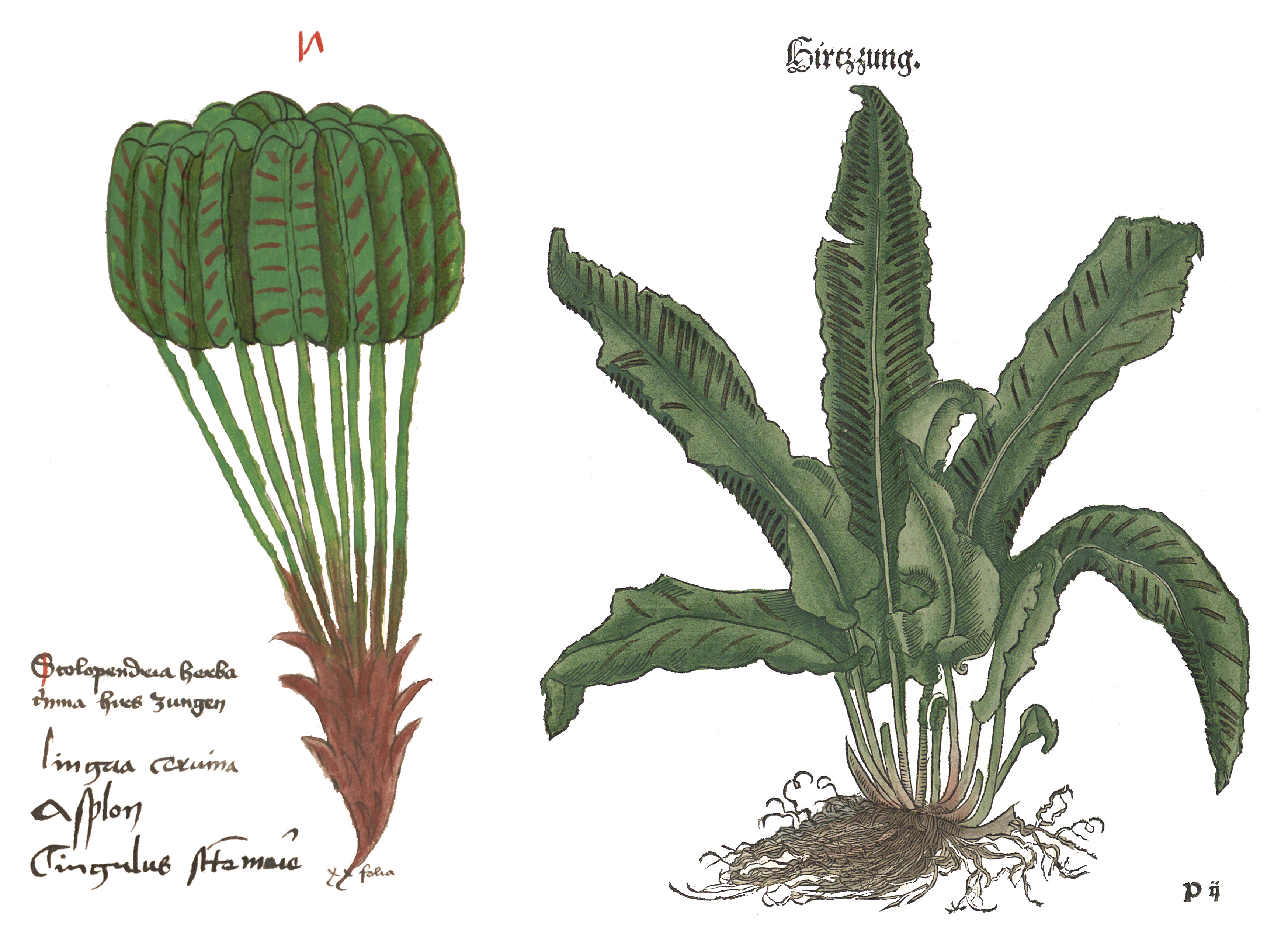
Hirschzunge. Abbildungen. Links: Vitus Auslasser 1479. Rechts: Otto Brunfels 1532. Weitere historische Abbildungen:

### Spätantike und arabisches Mittelalter
Die spätantiken Kräuterbücher Pseudo-Apuleius und (Pseudo-) Dioscorides de herbis femininis sowie die Kräuterbücher des arabischen Mittelalters rezipierten Dioskurides Aussagen zum «Asplenium» / «Skolopendrium».

### Lateinisches Mittelalter und Neuzeit
Im Macer floridus (11. Jahrhundert) und in dessen deutscher Übersetzung (Deutscher Macer, 13. Jahrhundert), den Standardwerken der Kräuterheilkunde des lateinischen Mittelalters, wurde der Hirschzungenfarn nicht aufgeführt. In den Hildegard von Bingen zugeschriebenen Physica-Manuskripten des 14. bis 15. Jahrhunderts wird die Anwendung der „Hirtzunge“ (lateinisch Lingua cervina) aber ausführlich beschrieben:

„Die Hirtzunge ist warm und tut Leber, Lunge und schmerzenden Eingeweiden wohl. Koche sie stark in Wein, füge reines Mehl hinzu, lasse es dann noch einmal aufsieden, pulverisiere dann langen Pfeffer und zweimal so viel Cynamomum und lasse die Milch mit dem Wein noch einmal aufsieden, drücke sie durch ein Tuch und mache so einen luterdranck und trinke ihn oft nüchtern wie nach dem Frühstück. Er nutzt der Leber, reinigt die Lunge, heilt schmerzende Därme und entfernt innere Fäulnis und slim. Und wiederum mache die Hirtzunge in heißer Sonne oder auf warmen Ziegeln gut trocken, pulverisiere sie und lecke das nach dem Frühstück und nüchtern oft aus deiner Hand. Das wird den Kopf und Brustschmerz besänftigen und andere Schmerzen in deinem Körper löschen. Wird ein Mensch durch einen starken und plötzlichen Schmerz unmechtig, trinke er schnell von demselben Pulver in warmem Wein und wird es besser haben.“

In süddeutschen Manuskripten des 15. Jahrhunderts, in dem Michael Puff zugeschriebenen Büchlein von den ausgebrannten Wässern sowie zusammengefasst im Kleinen Destillierbuch des Hieronymus Brunschwig sind die Wirkungen verzeichnet, die den aus Hirschzungenblättern destillierten Wässern im 15. Jahrhundert zugeschrieben wurden. Noch bis ins 19. Jahrhundert wurde das Kraut, wenn auch eher selten, gegen Leber-, Harnblasen- und Lungenleiden empfohlen.

### Die Milz als Sitz der Melancholie
Die den Blättern des Hirschzungenfarns seit der Antike zugeschriebene Wirkung auf die „Milz“ ist mit dem seit dem 16. Jahrhundert gewachsenen „anatomischen Denken“ allein kaum verständlich. Der Begriff „anatomisches Denken“ beschreibt die Tendenz, normale und krankhafte Erscheinungen im Körper vorwiegend auf der Grundlage von Organ- bzw. Zell-Veränderungen zu beurteilen. Dieses „anatomische Denken“ verdrängte die bis dahin vorherrschende Säftelehre. Nach dieser Säftelehre wurde der in schattigen Nordhängen beheimatete Hirschzungenfarn der Melancholie zugeordnet. In der Mitte des 15. Jahrhunderts wurde dieser Bezug so gedeutet, dass das Kraut auch gut gegen „furchtsame Träume, gegen Schwermütigkeit und gegen Traurigkeit“ und zum Umschlag bei „heissen Erkrankungen der Leber“ und bei schlecht heilenden Wunden und Geschwüren („Krebs“) sei.